# Jake Wightman
Jake Wightman (* 11. července 1994) je britský běžec, jehož specializací je především běh na 800 a 1500 metrů. Na světovém šampionátu v Eugene vybojoval v roce 2022 na trati 1500 metrů titul mistra světa. Je rovněž držitelem dvou medailí z mistrovství Evropy.

## Osobní rekordy

### Dráha
- běh na 800 metrů – 1:43,65 – 2. září 2022, Brusel
- běh na 1500 metrů – 3:29,23 – 19. července 2022, Eugene

### Hala
- běh na 800 metrů – 1:47,69 – 25. února 2018, Glasgow
- běh na 1500 metrů – 3:34,48 – 13. února 2021, New York